# 크르코노셰산맥

크르코노셰산맥에서 가장 높은 봉우리인 스네슈카산

크르코노셰산맥(체코어: Krkonoše) 또는 카르코노셰산맥(폴란드어: Karkonosze), 리젠게비르게산맥(독일어: Riesengebirge, "거인의 산맥"이라는 뜻)은 체코 북부와 폴란드 남서부에 걸쳐 있는 산맥으로 면적은 631 km2이다. 크르코노셰산맥에서 가장 높은 봉우리는 체코에서 가장 높은 산인 스네슈카산(Sněžka)으로 높이는 1,603m이다.
수데티산맥의 일부를 형성하는 산맥으로서 보헤미아와 실레시아 간의 경계선 역할을 했던 산맥이기도 하다. 중앙유럽에 위치한 국제 하천인 엘베강의 수원지가 이 곳에 위치한다. 산맥의 전체 면적 631 km2 가운데 454 km2는 체코에, 177 km2는 폴란드에 위치한다.
18세기와 19세기부터 관광지로 개발되었으며 스키장, 하이킹, 사이클 관광지로 널리 알려진 곳이기도 하다. 체코와 폴란드에서는 국립공원으로 지정되어 있으며 유네스코가 지정한 인간 생물권 계획 보존 구역으로 지정되어 있다.